# Томе, Иоганн Беньямин
Иоганн Беньямин Томе (нем. Johann Benjamin Thomae; 23 января 1682, Пестервиц, Саксония — 8 марта 1751, Дрезден) — немецкий скульптор и мастер оформления интерьера эпохи саксонского барокко, придворный художник в Дрездене при курфюрсте Августе II Сильном.
С 1712 года Томе работал помощником архитектора и скульптора Бальтазара Пермозера на строительстве Цвингера. В том же году он стал придворным скульптором в Дрездене. В 1719 году Томе выполнял скульптуры «Турецкого дворца» и оперного театра в Цвингере, в 1723 году создал портал церкви Вайнберга в Пильнице. В 1728 году он создал медальон Августа Сильного для «Академии всадников» (Johanneum) и трофейные украшения для Курлендерского дворца (Kurländer Palais). В 1733 году Томе создал фриз для фронтона Японского дворца.
По проектам Иоганна Томе оформлены алтарь, кафедра и орган церкви Фрауэнкирхе, а в 1738 году — алтарь церкви Драйкёнигскирхе («Трёх королей») в Дрездене. В конце 1730-х годов Томе руководил работами в интерьере церкви Святого Варфоломея (Bartholomäuskirche) в Рёрсдорфе. В 1742 году он и Иоганн Готфрид Кнеффлер создали скульптуры для «Фонтана нимфы» (Nymphenbrunnen) на площади Нового рынка (Neustädter Markt). Кнёффлер, ученик мастера, женился на его дочери Софи Шарлотте.
В Дрездене в честь Иоганна Томе названа улица Томештрассе (Thomaestraße). На его родине в Пестервице также есть улица Иоганн-Беньямин-Томе-Вег (Johann-Benjamin-Thomae-Weg).

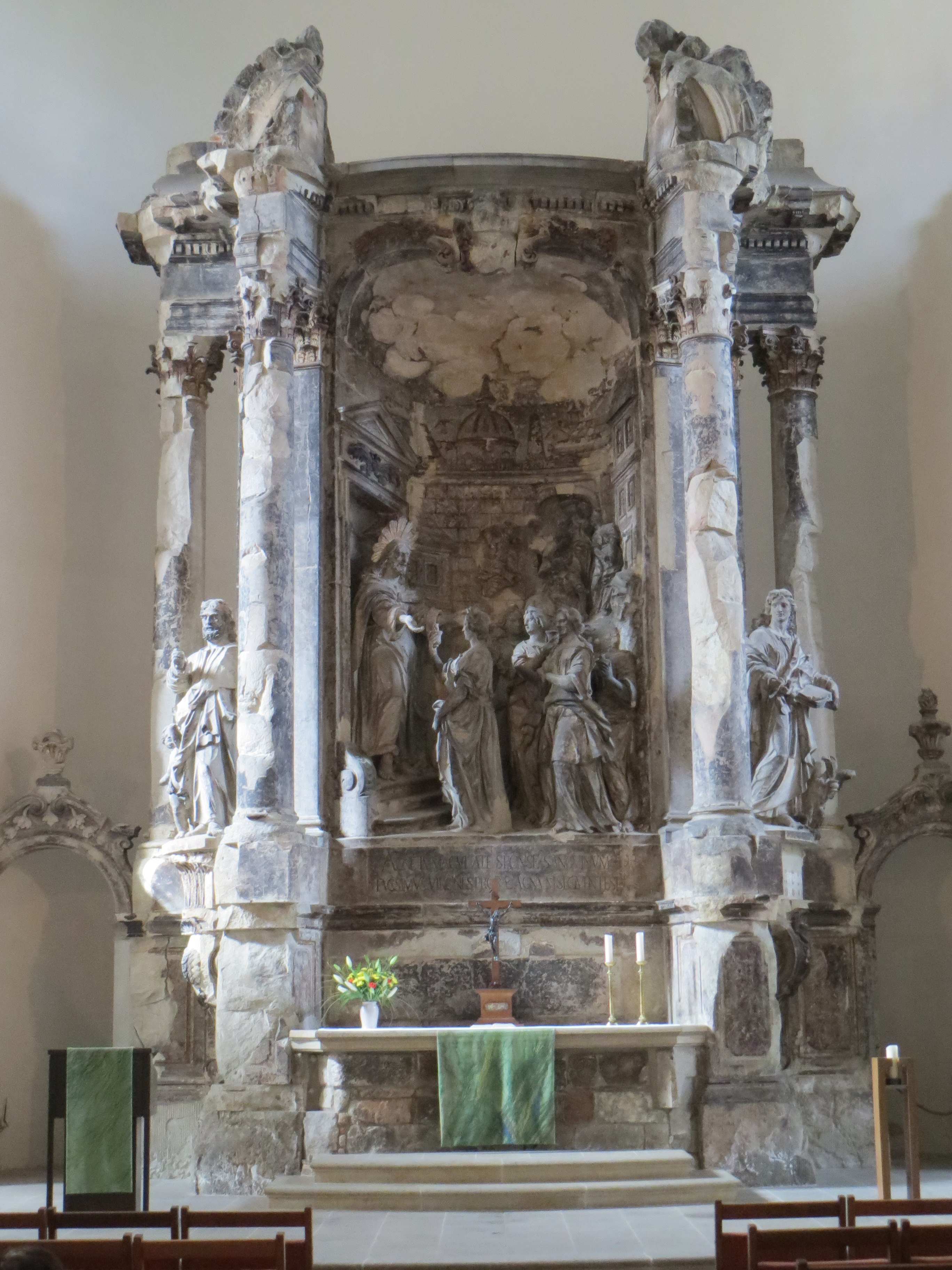
Алтарь церкви «Трёх королей» в Дрездене. 1738
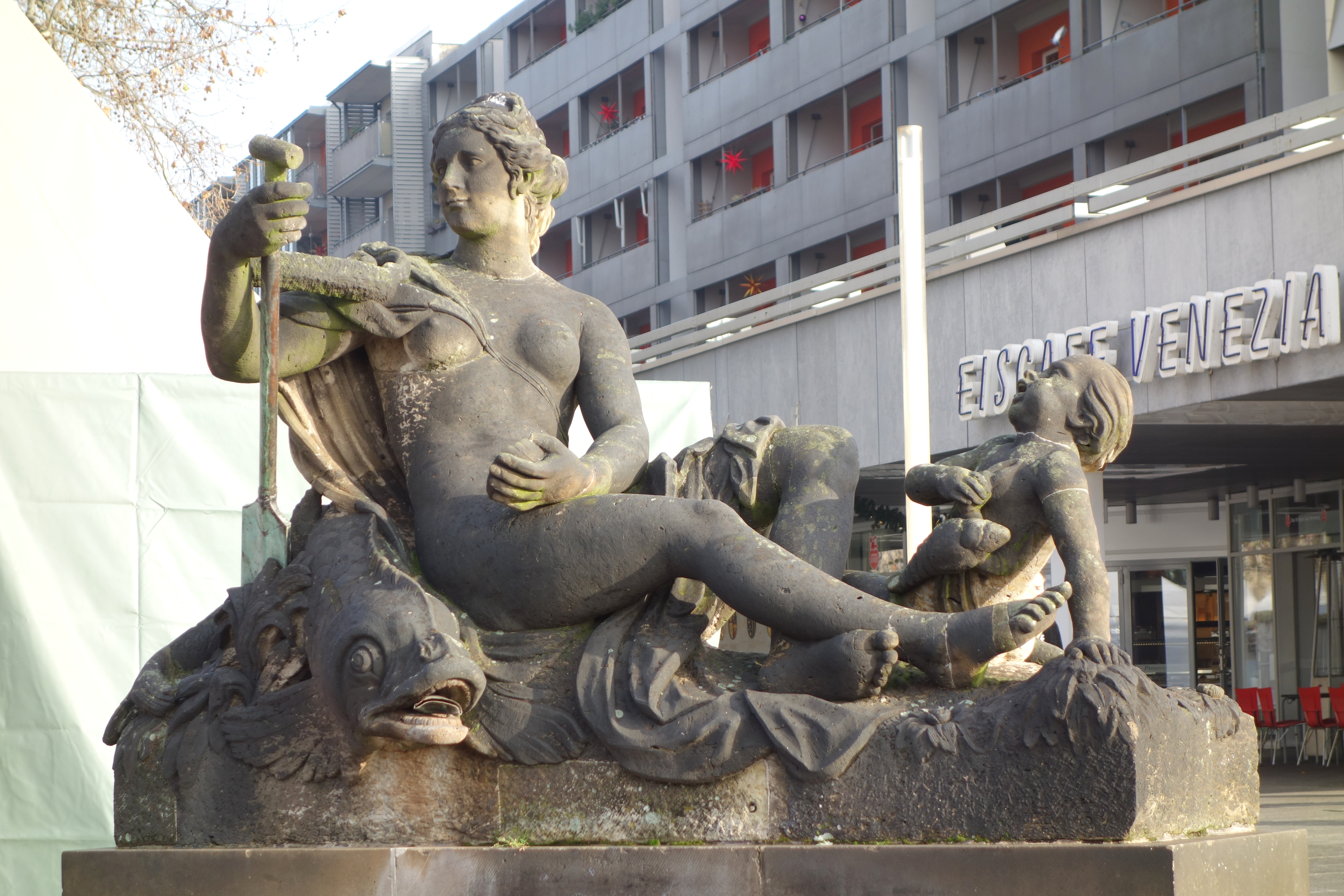
«Фонтан нимфы» на площади Нового рынка. Дрезден. 1742
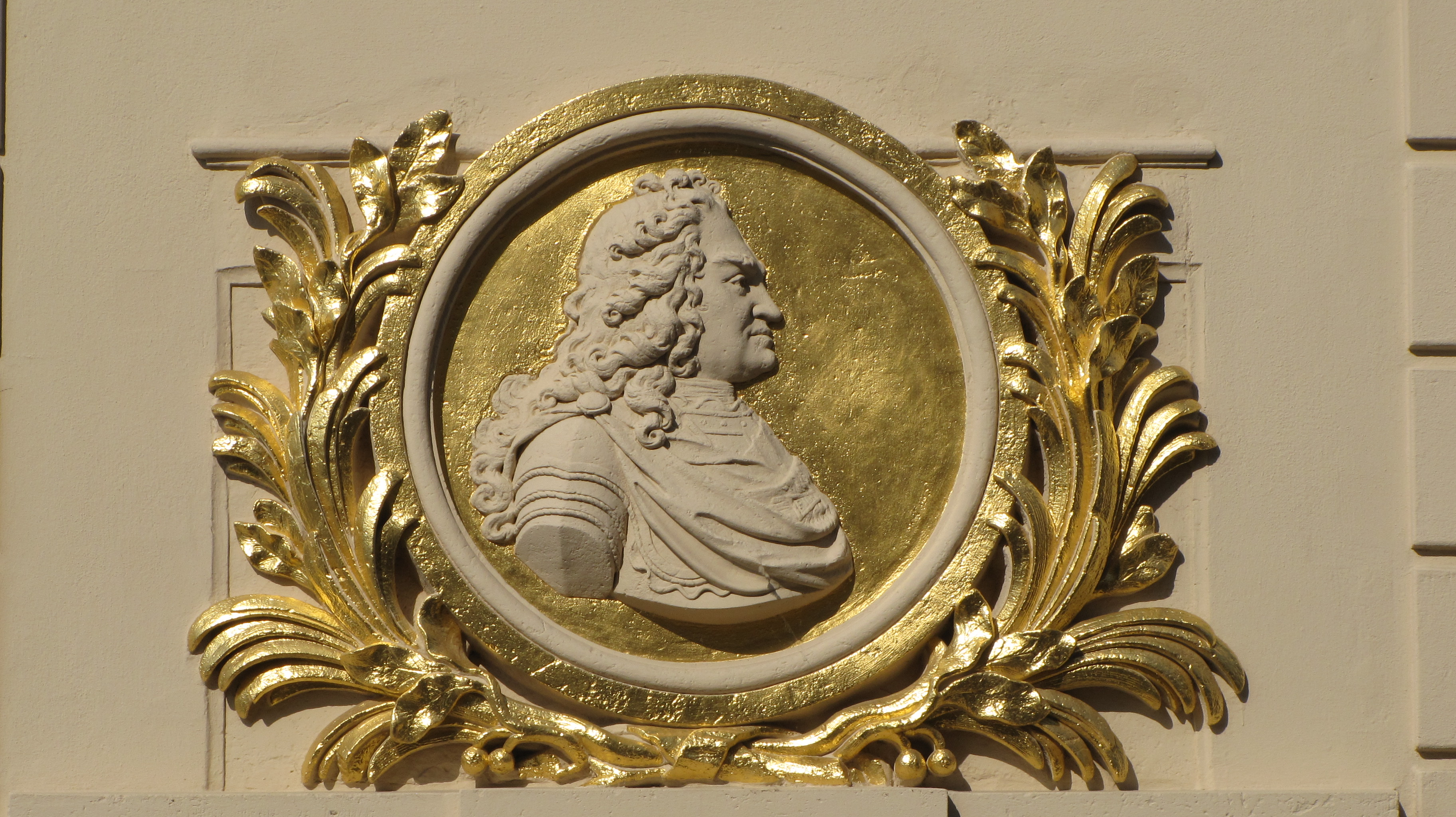
Рельеф с изображением курфюрста Августа II Сильного на фасаде здания «Академии всадников» (Johanneum; ныне здание дрезденского Музея транспорта). 1728
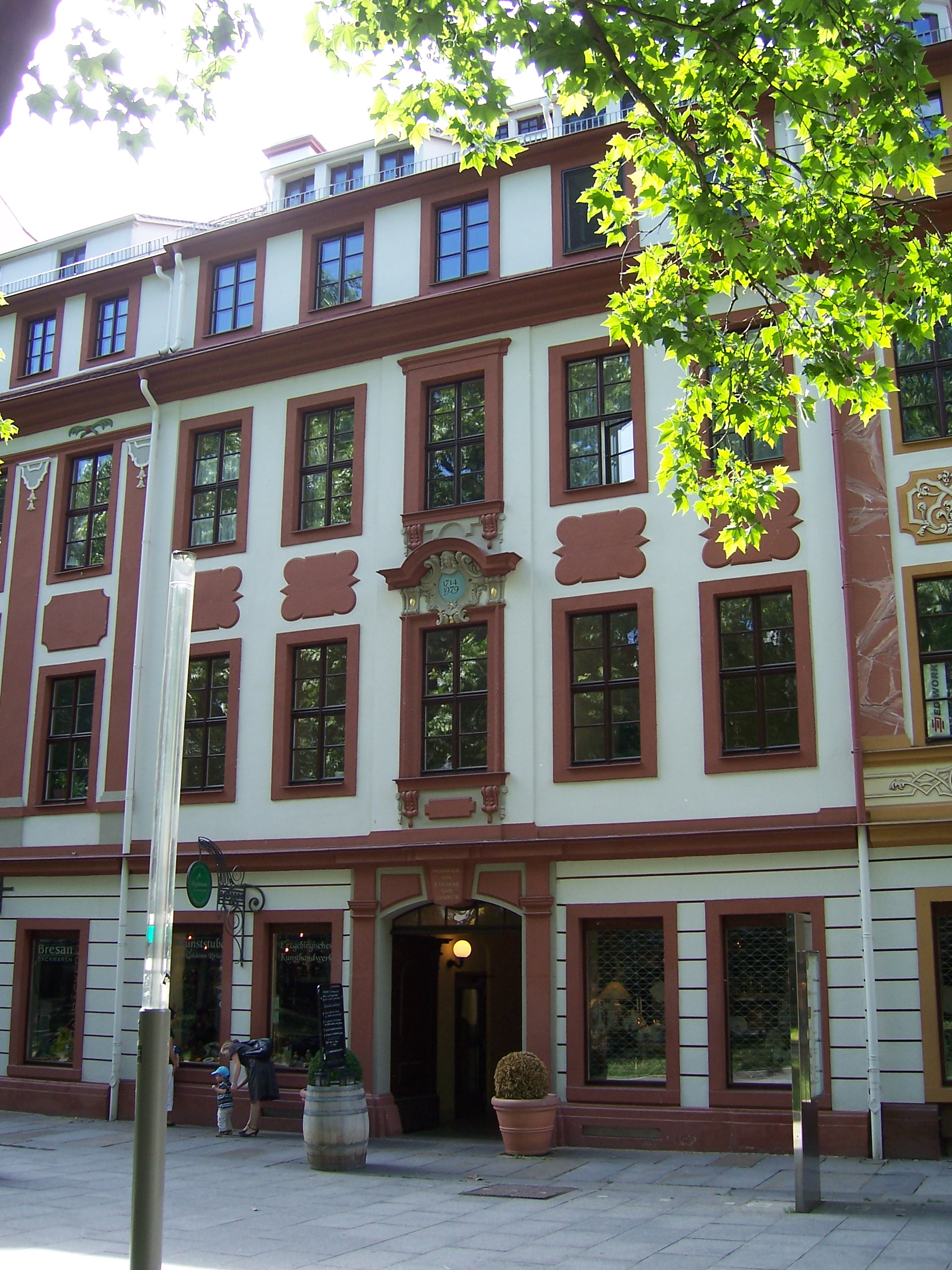
Дом, в котором жил художник в Дрездене, Hauptstraße 17